# Marc Jansen
Marc Carel Jansen (Amsterdam, 8 oktober 1946) is een geschiedkundige. Hij schreef verschillende boeken over de voormalige sovjet-landen en de geschiedenis van deze gebieden.  

## Biografie[2]
Jansen is de zoon van Leo Theodorus Jansen en Gerarda Cecilia Rekers en groeide op in Amsterdam.
Hij studeerde geschiedenis tussen 1967-1973 en behaalde een doctorstitel  in 1979 aan de Universiteit van Amsterdam. Na zijn studies was hij eerst verbonden aan de Universiteit van Utrecht (1980-1981) en later aan het Internationaal Instituut voor Sociale geschiedenis (1982-1986). Sinds 1987 is hij verbonden aan de Universiteit van Amsterdam waar hij hoogleraar is. 
Hij woonde en werkte ook enige tijd in Moskou. 
Hij was OVSE-waarnemer tijdens verkiezingen in Oekraïne, Kirgizië , Rusland, Kazachstan en Georgië. 
Hij is getrouwd in 1987 en heeft een zoon.

## Bestseller 60
| Boeken met noteringen in de Nederlandse Bestseller 60 | Jaar van verschijnen | Datum van binnenkomst | Hoogste positie | Aantal weken | Opmerkingen |
| ----------------------------------------------------- | -------------------- | --------------------- | --------------- | ------------ | ----------- |
| Grensland                                             | 2014                 | 23-03-2022            | 48              | 1            |             |

- Digitale Bibliotheek voor de Nederlandse Letteren: jans421
- Gemeinsame Normdatei: 136871380
- International Standard Name Identifier: 0000 0001 2132 6964
- Library of Congress Control Number: n81030742
- Nationale Bibliotheek van Letland: 000108789
- NARCIS: PRS1310690
- Nationale Bibliotheek van Tsjechië: js20221139893
- Nationale Bibliotheek van Israël: 987007273780105171
- Nederlandse Thesaurus van Auteursnamen: 068916477
- LIBRIS: 313718
- Système universitaire de documentation: 028356373
- Virtual International Authority File: 51702404
- WorldCat: E39PBJg4rBXRxr8y3WKTmyqJDq